# Macrothele raveni
Macrothele raveni is een spinnensoort uit de familie Macrothelidae. De soort komt voor in China.